# Bảo tàng Chủ nghĩa Cộng sản, Cộng hòa Séc
Bảo tàng Chủ nghĩa Cộng sản tại Cộng hòa Séc (tiếng Séc: Muzeum komunismu) tọa lạc tại số 4 Celnici, Praha, Cộng hòa Séc, là bảo tàng giới thiệu về chế độ Cộng sản sau Thế chiến II ở Tiệp Khắc nói chung và Praha nói riêng. Bảo tàng Chủ nghĩa Cộng sản mang đến cho khách tham quan một cái nhìn sâu sắc về cuộc sống đằng sau Bức màn Sắt. Sự sắp đặt quy mô lớn các hiện vật, tài liệu phỏng vấn, bức ảnh lưu trữ, tác phẩm nghệ thuật, tài liệu lịch sử khiến một phần dòng chảy lịch sử Cộng hòa Séc tựa như sống dậy.

## Lịch sử
Doanh nhân Mỹ, cựu sinh viên chính trị Glenn Spicker là người thành lập viện bảo tàng. Ông đã chi 28.000 USD để mua 1000 hiện vật và ủy quyền cho nhà làm phim tài liệu Jan Kaplan thiết kế bảo tàng. Theo Kaplan, ông đã phác họa lại những góc nhìn thể hiện lý tưởng của chủ nghĩa cộng sản, thực tế của cuộc sống nghèo khổ dưới chế độ, và cơn ác mộng của một chế độ dùi cui. Bảo tàng mô phỏng một phòng học, một cửa hàng với số lượng hàng hóa ít ỏi và một phòng thẩm vấn bí mật của cảnh sát.

## Một số hình ảnh

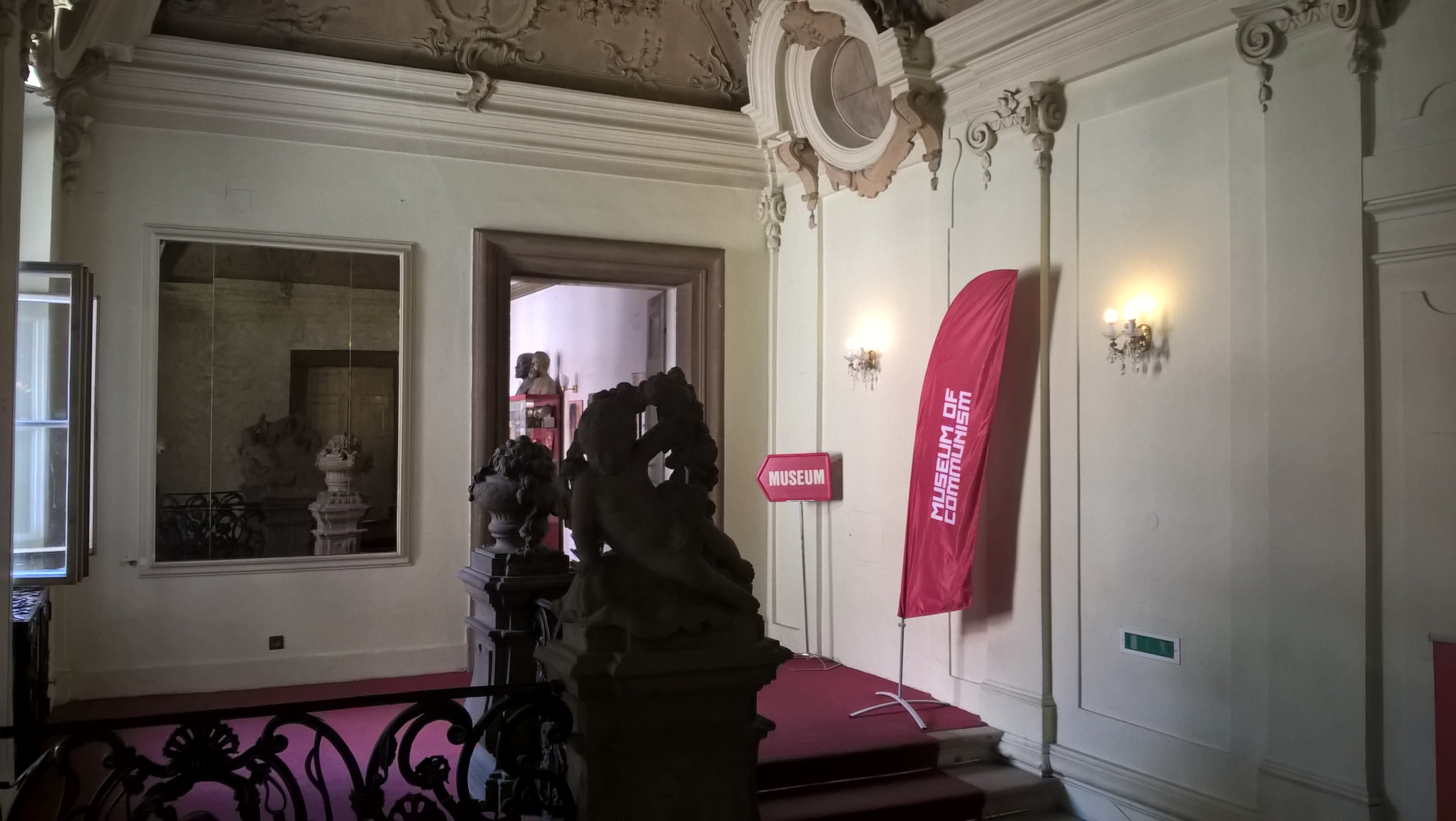
Lối vào trong Cung điện Savarin
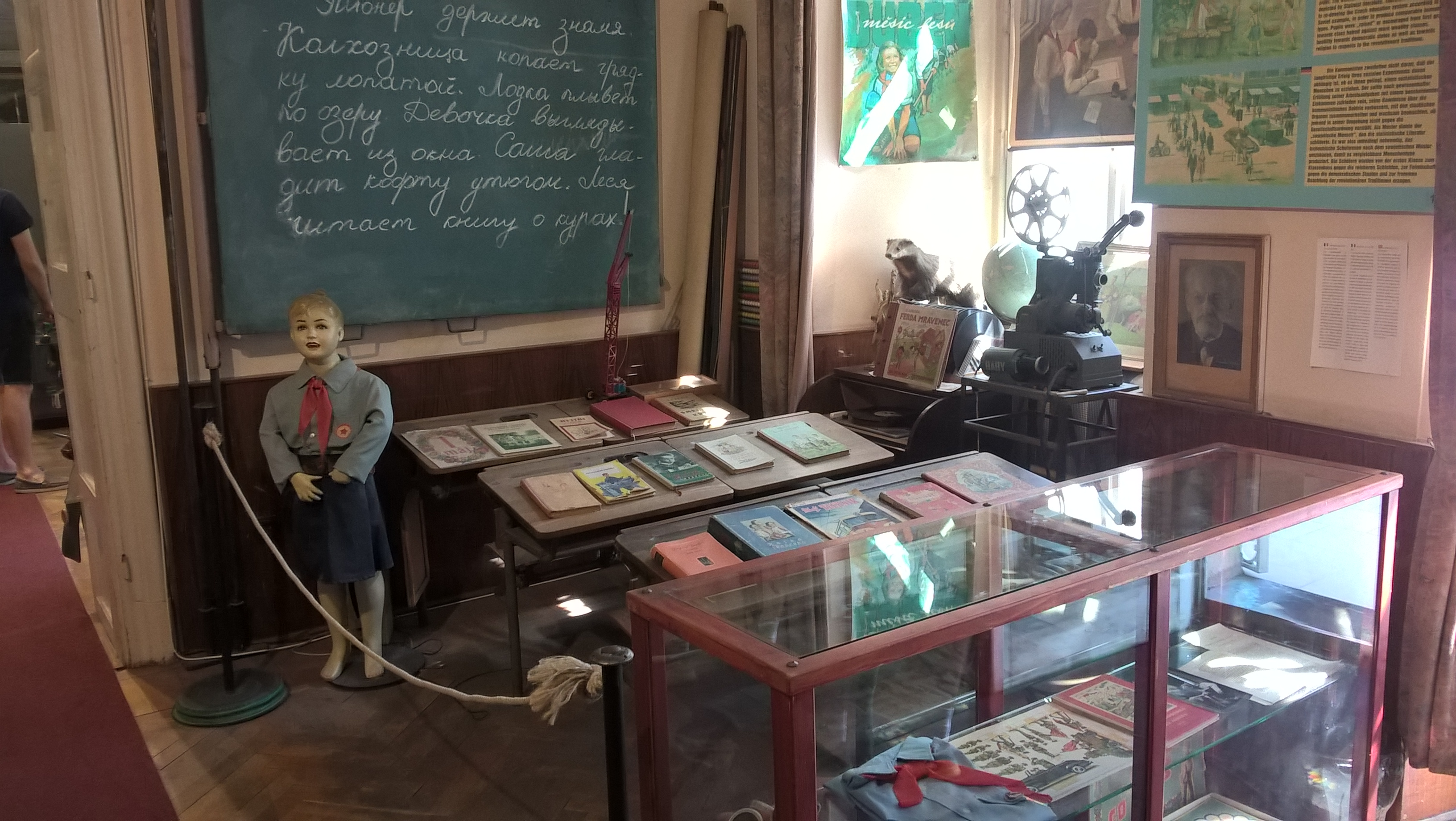
Gian phòng mô phỏng một phòng học
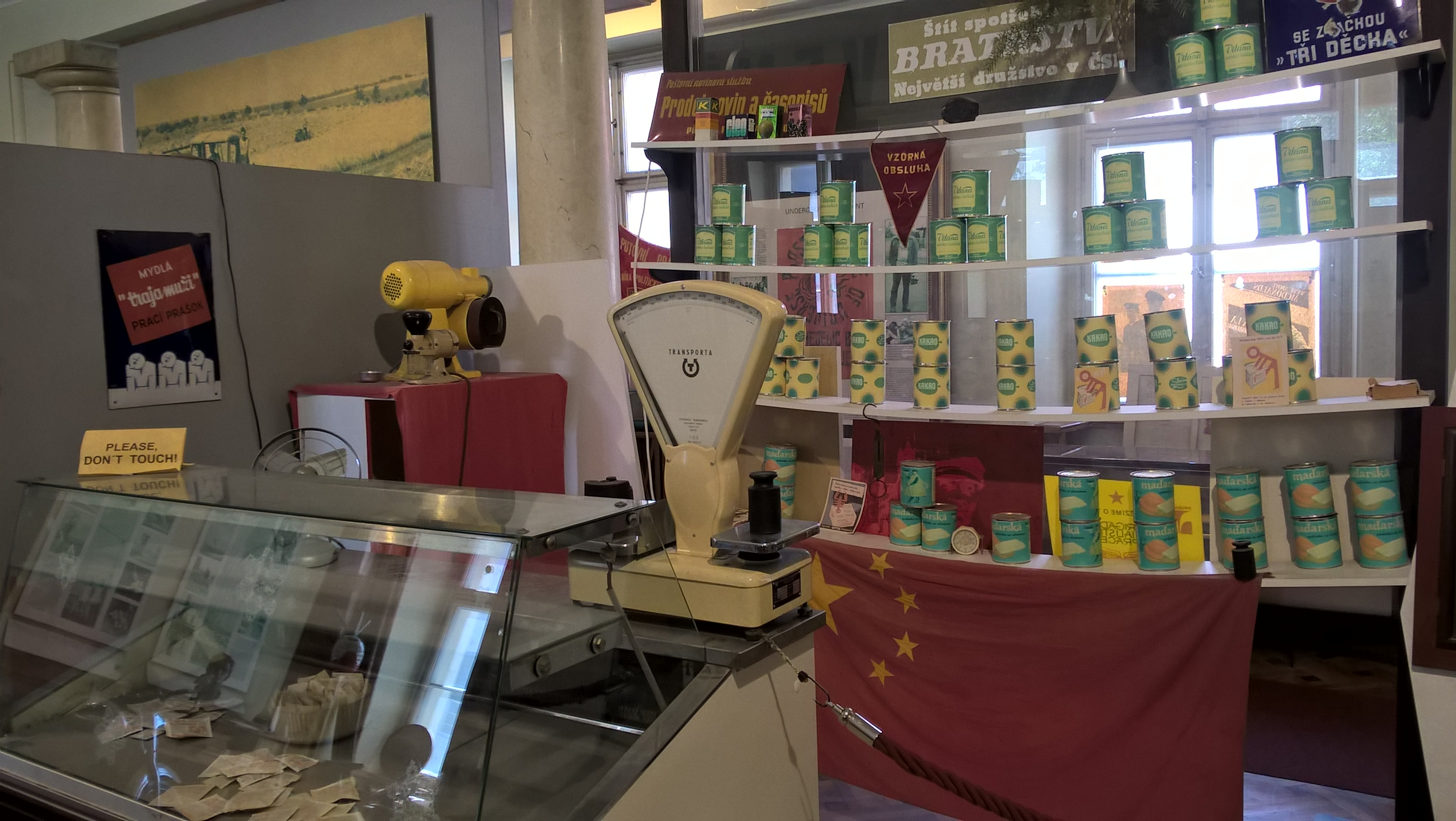
Cửa hàng tạp hóa với số lượng hàng hoá ít ỏi
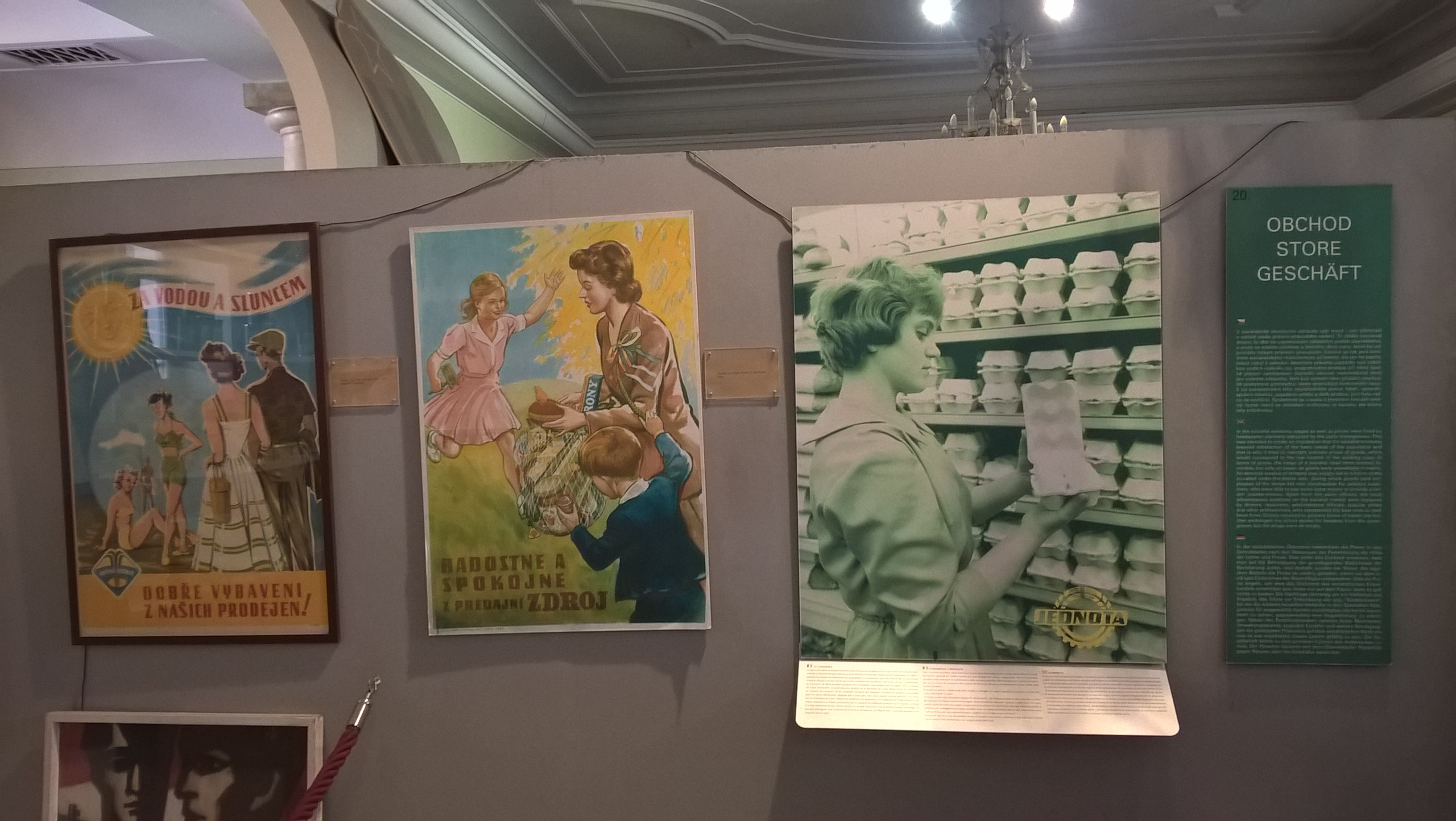
Áp phích cổ động mang nội dung cuộc sống sẽ tốt đẹp dưới chế độ Cộng sản
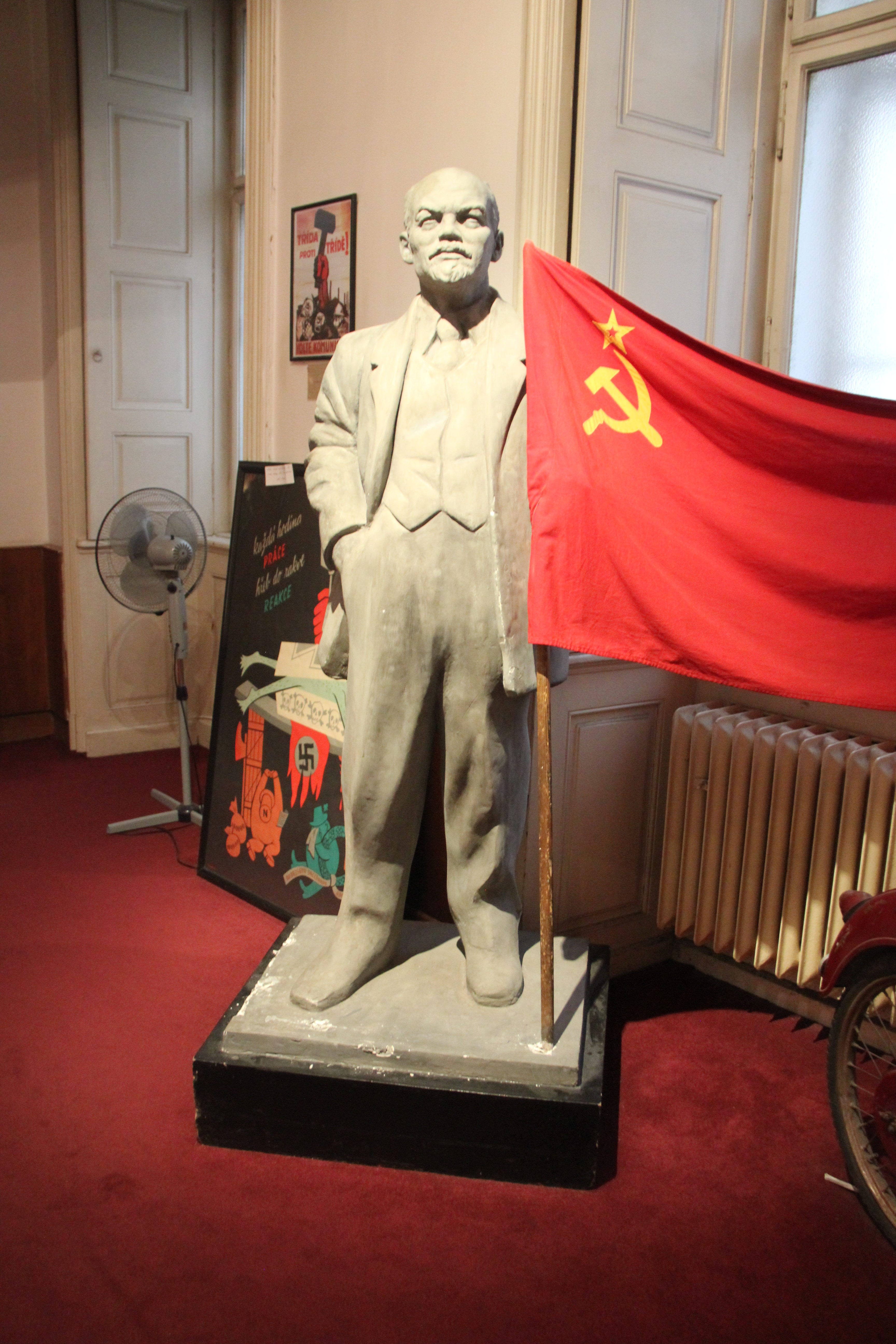
Tượng Lenin và lá cờ Liên Xô
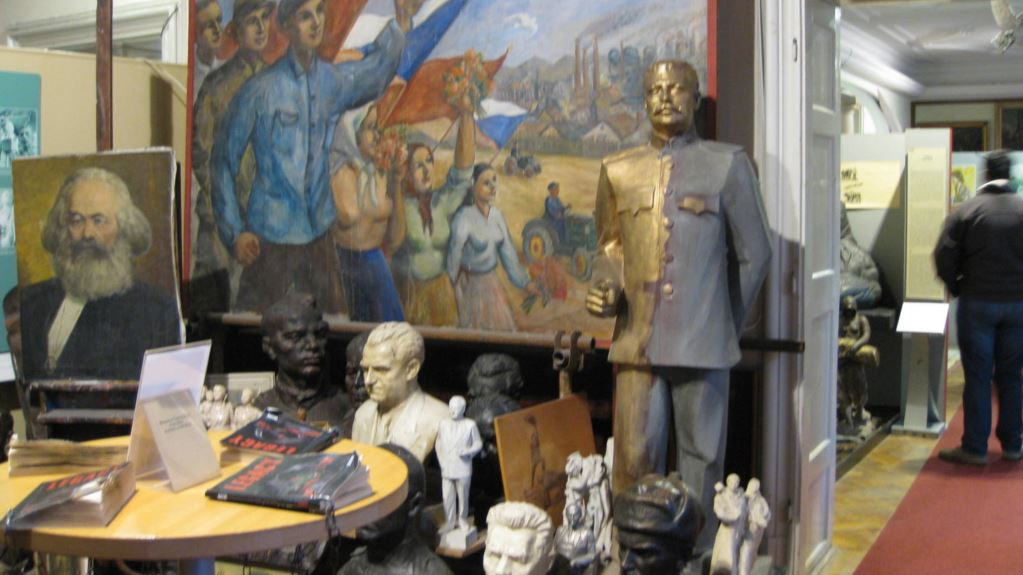
Hiện vật của bảo tàng